# Andrea Caraffa
Andrea Caraffa (1789 – 1845) è stato un matematico e fisico italiano.

## Biografia
Appartenente all'ordine dei gesuiti, Caraffa fu professore del Collegio Romano.
Una delle prime fonti per soddisfare la curiosità di studio di Enrico Fermi fu un suo trattato, scritto in latino, che Fermi trovò al mercato di Campo de' Fiori a Roma. Il manuale, intitolato Elementorum physicae mathematicae, comprendeva argomenti come la matematica, la meccanica classica, l'astronomia, l'ottica, e l'acustica. Le sue novecento pagine in latino furono studiate in modo approfondito dal giovane Fermi, come dimostra il ritrovamento di molti foglietti e annotazioni all'interno dei due tomi del trattato.

## Opere
- Elementorum matheseos, 1835.
- Elementi di matematica, 1836.
- Elementorum physicae mathematicae, 1840.